# 歴史誕生
『歴史誕生』（れきしたんじょう）は、1988年8月4日から1992年3月5日までNHK総合テレビで放送されたテレビ番組である。1988年8月に特別番組として放送され、1989年度・1990年度にレギュラー放送を開始した。1991年度に特別番組を放送した。

## 概要
日本の歴史を決定づけた重要な事件・出来事を取り上げ、その事件が日本人にの生活や考え方をどう考えたかを探る歴史番組であった。

## 放送時間
- 1989年度：金曜日 22:00 - 22:44／月曜日 16:05 - 16:49
- 1990年度：月曜日 22:00 - 22:44

## 出演者
- 1988年の出演者
  - 司会：所ジョージ、鈴木清順
- 1989年以降の出演者
  - キャスター：中村克洋
  - リポーター：濱中博久、目加田頼子、長田綾奈

## 放送リスト

### 1988年度
| 放送日        | サブタイトル                                                | ゲスト                         |
| ------------- | ----------------------------------------------------------- | ------------------------------ |
| 1988年8月4日  | 今日から1日が24時間 明治6年1月1日太陽暦開始                 | 小倉久寛、山口美江、角山栄     |
| 1988年8月11日 | 下に下に 単身赴任のお通りじゃ寛永12年6月30日 参勤交代始まる | 福地泡介、山咲千里、大石慎三郎 |

### 1989年度
| 放送日         | サブタイトル                                               | ゲスト                               |
| -------------- | ---------------------------------------------------------- | ------------------------------------ |
| 1989年4月7日   | 「日本でおカネが生まれた日」 〜和同開珎の発行〜            | 春名徹、栄原永遠男                   |
| 1989年4月14日  | かくて都はうつった 〜維新の遷都計画〜                      | 佐々木克、三好徹                     |
| 1989年4月21日  | 大岡越前物価を裁く 〜享保の改革〜                          | 竹内誠                               |
| 1989年5月12日  | 大江戸・天下普請 〜将軍家光の威光〜                        | 平井聖、高木昭作                     |
| 1989年5月26日  | 黒船ショック江戸っ子を走らす 〜ペリー艦隊・浦賀沖来航〜    | 石川好、加藤祐三                     |
| 1989年6月9日   | 無敵織田軍団 天下を制す 〜長篠の合戦〜                     | 津本陽、永原慶二                     |
| 1989年6月23日  | 我、赤ジュータンに立つ 〜明治23年 第1回帝国議会〜          | 坂野潤治、むのたけじ                 |
| 1989年6月30日  | 配達されなかった 三通の密書 〜真相・大塩平八郎の乱〜       | 佐木隆三、脇田修、仲田正之、相蘇一弘 |
| 1989年7月7日   | 倭人 東シナ海をゆく 〜追跡・謎の倭寇集団〜                 | 荒俣宏、高橋公明                     |
| 1989年7月14日  | 北の宝の海をめざせ! 〜田沼意次の蝦夷探検隊〜               | 吉村昭、海保嶺夫                     |
| 1989年7月21日  | 藤原一族の陰謀 〜長屋王の栄光と死〜                        | 田辺征夫、豊田有恒                   |
| 1989年7月28日  | 東国の武士 天下を揺がす 〜平将門の乱〜                     | 高橋克彦、福田豊彦                   |
| 1989年9月8日   | 疾走 戦国機動部隊 〜秀吉天下取り大作戦〜                   | 小和田哲男、堺屋太一                 |
| 1989年9月22日  | 解読された謎の国書 〜蒙古帝国襲来の真相〜                  | 石井正敏、山田智彦                   |
| 1989年10月20日 | 日本の運命を決めた日 王政復古クーデター                    | 井上勲                               |
| 1989年11月10日 | 東西・大仏建立競べ 京貴族、鎌倉武士の抗争                  | 上横手雅敬、香取忠彦                 |
| 1989年11月17日 | 謀略に消えた志士 〜もうひとつの明治維新〜                  | 井出孫六、高木俊輔                   |
| 1989年11月24日 | 利休茶室の謎 追跡・天下一宗匠の切腹                        |                                      |
| 1989年12月1日  | 一天両帝・動乱の世紀 〜南北朝時代60年〜                    | 北方謙三、森茂暁                     |
| 1989年12月14日 | スペシャル 忠臣蔵 第一夜 四十七士の真実 実録・赤穂浪士     | 八木哲浩                             |
| 1989年12月15日 | スペシャル 忠臣蔵 第二夜 師走の幻想 検証・義士伝うらおもて | 渡辺保                               |
| 1990年1月19日  | 平賀源内殺人事件 消えた貿易立国の夢                        | 田中優子                             |
| 1990年1月26日  | 将軍暗殺 鎌倉武士団・王殺しの謎                            | 五味文彦、井沢元彦                   |
| 1990年2月23日  | 家康 大将軍への道 天下制覇の条件                           | 林亮勝、童門冬二                     |
| 1990年3月2日   | 光秀謀反 新説・本能寺の変                                  | 朝尾直弘、津本陽                     |
| 1990年3月16日  | 行ケヤ海ニ火輪ヲ転じ 近代日本は岩倉使節団に始まった        | 色川大吉                             |

### 1990年度
| 放送日         | サブタイトル                                          | ゲスト                                 |
| -------------- | ----------------------------------------------------- | -------------------------------------- |
| 1990年4月2日   | ジパング国 金閣寺 足利義満の宝物                      | 戸田禎祐、脇田晴子                     |
| 1990年4月9日   | 空海 山を駆ける 追跡 謎の水銀ルート                   | 杉山二郎、松岡正剛                     |
| 1990年4月16日  | ワレ 亜細亜ノ民ナリ 中江兆民・明治政府と対決す        |                                        |
| 1990年4月23日  | 大化元年、改新は成らず 検証・古代のクーデター         | 黒岩重吾、黛弘道                       |
| 1990年5月7日   | 天下人 秀吉の誤算 太閤検地1857万石                    | 三鬼清一郎                             |
| 1990年5月21日  | ニッポンの地価 ここに生まれる 明治6年・地租改正       | 猪瀬直樹、丹羽邦男                     |
| 1990年6月4日   | 決戦!川中島大合戦 検証・死者8000人の謎                | 二木謙一                               |
| 1990年6月11日  | シーボルト・日本追放 追跡・江戸城本丸図漏えい事件     | 樺山紘一                               |
| 1990年6月18日  | 平清盛 海上帝国の野望                                 | 奥富敬之、神木哲男、邦光史郎           |
| 1990年6月25日  | ジョン万次郎 幕末・二つの祖国に生きた日本人           | ドウス昌代                             |
| 1990年7月2日   | 百人一首の伝言 〜後鳥羽上皇・承久の乱〜               | 久保田淳、織田正吉                     |
| 1990年7月9日   | 元禄の世に革命思想あり 追跡 安藤昌益                  | 井上ひさし、安永寿延                   |
| 1990年7月23日  | 義経平泉に死す 奥州藤原氏の黄金貿易                   | 長部日出雄                             |
| 1990年7月30日  | 唱歌“蝶々”の秘密 明治5年・学制発布                    | 服部公一、繁下和雄                     |
| 1990年8月27日  | 争乱・大和朝廷 「藤ノ木古墳」ベニバナの謎             | 森浩一                                 |
| 1990年9月3日   | 大江戸100万都市 熊さん八っさんの生活革命              | 小木新造、樺山紘一、波多野純           |
| 1990年9月10日  | 女帝・持統天皇の悲願                                  | 岡田精司、山折哲雄、山口昌男、亀田隆之 |
| 1990年9月17日  | 雷電・横綱になれず 江戸相撲と大名達                   | 小島貞二、宮本徳蔵、鳴戸親方           |
| 1990年10月8日  | 日出ずる国の天子 古代東アジアと聖徳太子               | 上田正昭、志茂田景樹                   |
| 1990年10月29日 | 頼朝・奇跡の復活 武家政権成立のからくり               | 永井路子、杉橋隆夫                     |
| 1990年11月19日 | 株式会社ニッポンここに始動す 〜大久保利通と殖産興業〜 | 佐々木克、中村政則                     |
| 1990年11月26日 | 国会100年 幻の民衆議会 〜明治民権運動の挫折〜         | 森山軍治郎、牧原憲夫                   |
| 1990年12月17日 | 英雄伝説 第1回 ヤマトタケル東征の道                   | 梅原猛                                 |
| 1990年12月18日 | 英雄伝説 第2回 源為朝・琉球へ渡る                     | 比嘉実                                 |
| 1990年12月19日 | 英雄伝説 第3回 真田十勇士山野を駆ける                 | 旭堂南鱗、福田喜之                     |
| 1991年1月21日  | 応天門炎上す 平安京・藤原氏の陰謀                     |                                        |
| 1991年1月28日  | ロシア皇太子襲撃サル 明治日本を震撼させた9日間        | 佐木隆三                               |
| 1991年2月4日   | 天保飢饉・甲州大一揆 〜首謀者兵助の軌跡〜             | 深谷克己、松永伍一                     |
| 1991年2月11日  | 日本を測った男 〜伊能忠敬50歳の挑戦〜                 | 川谷拓三                               |
| 1991年2月25日  | 推理 北斎は隠密か 〜開国前夜・全国行脚の謎〜          | 高橋克彦、飯塚浩之                     |
| 1991年3月4日   | 任那日本府の謎 古代日本と朝鮮半島                     | 西谷正、黒岩重吾                       |

### 1991年度
| 放送日         | サブタイトル                                                       | ゲスト                     |
| -------------- | ------------------------------------------------------------------ | -------------------------- |
| 1991年5月21日  | 幕末青春伝 第一夜 高杉晋作 奇兵隊・幕府を破る                      | 田中彰、古川薫             |
| 1991年5月22日  | 幕末青春伝 第二夜 坂本竜馬 海援隊 出帆す                           | 松浦玲                     |
| 1991年5月27日  | 幕末青春伝 第三夜 榎本武揚 蝦夷共和国の夢                          |                            |
| 1991年7月1日   | 決戦関ヶ原 第一回 開戦前夜のシナリオ                               | 小和田哲男                 |
| 1991年7月2日   | 決戦関ケ原 第二回 家康大苦戦 まぼろしの西軍篭城作戦                | 小和田哲男                 |
| 1991年7月3日   | 決戦関ケ原 第三回 薩摩島津氏一歩も譲らず                           | 白石一郎、原口泉           |
| 1991年11月11日 | 殿様の条件 第一夜 名君が失脚する時 岡崎藩「主君押込」始末記        | ジョージ・フィールズ       |
| 1991年11月12日 | 殿様の条件 第二夜 加賀百万石の救世主 〜前田利常・近世大名の誕生〜  | 大石慎三郎、高橋治、佐高信 |
| 1991年11月13日 | 殿様の条件 第三夜 宗春VS吉宗・宿命のライバル享保の改革・二つの政策 | 城山三郎、林董一           |
| 1992年3月3日   | シリーズ上方三都事始め 第1集 桓武天皇 怨霊と闘う 京都              | 小松和彦                   |
| 1992年3月4日   | シリーズ上方三都事始め 第2集 天下の台所をつくった男たち 大阪       | 脇田修                     |
| 1992年3月5日   | シリーズ上方三都事始め 第3集 文明開化の音高く 神戸                 | 梅渓昇、ジョン・カメン     |